# Камоке
Камоке (англ. Kāmoke) — город в провинции Пенджаб, Пакистан, расположен в округе Гуджранвала. Население — 240 405 чел. (на 2010 год).

## Демография
| 1961   | 1972   | 1981   | 1998    | 2010    |
| ------ | ------ | ------ | ------- | ------- |
| 25 124 | 50 257 | 71 097 | 150 984 | 240 405 |